# 熊本県立第二高等学校
熊本県立第二高等学校（くまもとけんりつ だいにこうとうがっこう, Kumamoto Prefectural Daini High School）は、熊本県熊本市東区東町三丁目にある公立高等学校。略称は「第二」、「二高」、「熊本二高」。

## 概要
歴史
1962年（昭和37年）、熊本城二の丸に開校。1968年（昭和43年）、現在の東町に移転。2012年（平成24年）に創立50周年を迎えた。
設置課程・学科
全日制課程 普通科（8クラス）・理数科（1クラス）・美術科（1クラス）
普通科クラスは1～8組、理数科のクラスはS組、美術科のクラスはA組と呼ばれている。
三綱領
- 「自主積極」- 自主的かつ積極的に勉学に取り組み、努力と忍耐の中に己を高めよう
- 「廉恥自尊」- 恥を知り誇り高い意識を持ち、心身共に清潔で品位を持とう
- 「礼節協調」- お互いに礼を知り、争うこと無い学園を築こう

校章
校花でもある「竜胆」を意匠化した中央に「高」の文字（旧字体）を配する。
校歌
作詞は上田英夫、作曲は出田憲二による。3番まであり、各番とも「第二高校」で終わる。
制服
- 男子
  - 夏服 - 校章入りの白の半袖シャツと夏用の黒の学生ズボンを着用。
  - 中間服 - 校章入りの白の長袖シャツと黒の学生ズボンを着用。なお、ズボンについては夏服、冬服のどちらでもよい。
  - 冬服 - 黒詰襟の学生服に、校章入りの金ボタンを着用。
- 女子
  - 夏服 - 水色丸襟の半袖のブラウス、紺のプリーツ（英語版）スカートを着用。スカートにはうっすらとチェック柄が入っている。
  - 中間服 - 水色丸襟の長袖のブラウスに艶やかなリボン、紺のプリーツスカートを着用。
  - 冬服 - 中間服の上にスカート同色の襟無しブレザーを着用。スカート同様、ブレザーにもうっすらとチェック柄が入っている。

また令和5年度からは男女ともにベストまたはセーターとブレザーになり、スラックスとスカートが選択制になった。
SSH指定校としての活動
2003年（平成15年）に文部科学省が推進するスーパーサイエンスハイスクール（SSH）事業の指定校となる。その際の支給金で理科活動を数多く行い、ノーベル化学賞受賞者の白川英樹や青色LED開発者の中村修二による講演会の主催、さらに関東での研修で茨城県つくば市にある諸研究機関の見学を行っている。
同窓会
「りんどう会」と称している。東京に支部を置いている。
姉妹校
モンタナ州ビッグスカイ高校
毎年前期と後期の中休みである「秋休み」に10日間ほどかけてビッグスカイ校への短期研修が行われる。各教科の学習状況や意欲などを計るため、日本語・英語による面接や作文などにより選抜された10名ほどの生徒に教師2名（団長、英語科教師）が引率する。
部活動・同好会
- 野球部
- 男子バスケットボール部
- 女子バスケットボール部
- サッカー部
- ラグビー部
- フィールドホッケー部
- ハンドボール部
- 男子バレーボール部
- 女子バレーボール部
- 男子硬式テニス部
- 女子硬式テニス部
- 男子ソフトテニス部
- 女子ソフトテニス部
- 卓球部
- 男子バドミントン部
- 女子バドミントン部
- アーチェリー部
- 陸上部
- 水泳・水球部
- 空手道部
- 弓道部
- 剣道部
- 柔道部
- 体操部
- 普通科美術部
- 美術科美術部
- 吹奏楽部
- 箏楽部
- 写真部
- 放送部
- 英語部
- 茶道部
- 化学部
- 物理部
- 生物部
- 地学部
- コンピュータ同好会
- JRC同好会
- 漫画研究同好会
- 囲碁同好会

## 沿革
- 1962年（昭和37年）
  - 3月 - 校章・制服を制定。
  - 4月1日 - 「熊本県立第二高等学校」が開校。校舎は熊本城内の熊本大学医学部薬理教室跡の校舎を使用。普通科7学級を設置。
  - 9月1日 - 校旗・校歌を制定。
  - 10月13日 - 開校式を挙行。
- 1968年（昭和43年）7月 - 東町（現在地）に移転。
- 1969年（昭和44年）4月 - 九州の高等学校では初めて理数科を設置[3]。
- 1970年（昭和45年）4月 - 熊本県で唯一の美術科を設置[3]。
- 1983年（昭和58年）3月31日 - アーチェリー場が完成。
- 1989年（平成元年）
  - 6月30日 - ビッグスカイ高校関係者が来校。
  - 7月6日 - ビッグスカイ高校との交流会を実施。
- 1990年（平成2年）
  - 6月6日 - セミナーハウス（研修施設）「黎明館」が完成。
  - 10月 - ビッグスカイ高校との交流のため、3名（校長・教員・生徒）が渡米。
- 1992年（平成4年）2月10日 - 住居表示が熊本市東町三丁目13番1号（現表記）に変更。
- 1997年（平成9年）12月 - 新体育館が完成。
- 2018年（平成30年）12月3日 - 新図書館がオープン。

## 最寄駅・バス停
- 熊本市電健軍町停留場徒歩10分
- 熊本都市バス
  - 健軍長嶺線「第二高校前・東区役所入口」徒歩1分
  - 昭和町線「第二高校前」徒歩1分

## 著名な出身者
- 井手らっきょ - お笑いタレント
- 寺嶋民哉 - 作曲家・編曲家
- 行定勲 - 映画監督
- 中村裕樹 - 映画照明技師
- 深水英一郎 - システムエンジニア、経営者、メールマガジン配信プラットフォーム『まぐまぐ』創立者。ニュースサイト『ガジェット通信』創刊者
- 井上幸喜 - ゲームクリエイター、株式会社JETMAN代表取締役社長
- 森山佳郎 - 元プロサッカー選手、元U-17サッカー日本代表監督、現ベガルタ仙台監督
- 山下浩二 - 元プロ野球選手
- 江上浩子 - 熊本放送報道部員
- 白水生路 (SEIJI BIG BIRD) - LITTLE TEMPOベーシスト
- 山崎唯衣 - 大分放送→熊本朝日放送アナウンサー
- 小沢まゆ - 女優
- 吉本大 - お笑い芸人（ダイタク）
- 井手一博 - お笑い芸人（ダブルウィッシュ）